# Colestasi gravidica
La colestasi intraepatica della gravidanza, chiamata anche colestasi gravidica, colestasi ostetrica, itterizia della gravidanza, epatogestosi o gravidarum prurigo, è una patologia epatica che si può verificare durante gravidanza e che insorge prevalentemente nel terzo trimestre di gestazione, ma può iniziare in qualsiasi momento durante la gravidanza. La patologia si presenta tipicamente con un prurito fastidioso, soprattutto ai palmi delle mani e alle piante dei piedi, e può portare a complicazioni sia per la madre che per il feto.
Il prurito è stato a lungo considerato un sintomo comune in gravidanza e, nella maggior parte dei casi, è un fastidio di lieve entità causato da normali alterazioni della pelle, in particolare dell'addome. Tuttavia, i casi in cui il prurito è un sintomo di colestasi gravidica possono essere confermati tramite l'analisi della concentrazione degli acidi biliari nel sangue.

## Epidemiologia
A livello mondiale, la colestasi gravidica si verifica in circa nell'1% delle gestazioni, ma possono esserci importanti variazioni tra i paesi e a seconda del gruppo etnico.
In Europa, vi è un'incidenza leggermente superiore nei paesi scandinavi, in particolare in Svezia dove si riscontra il 2% di gravidanze con colestasi.
L'incidenza più alta fu rilevata in Cile e Bolivia negli anni 1970, quando fino al 14% delle gravidanze era affetta da questa condizione, in particolare tra le persone di etnia Mapuche, dove si arrivò fino 27%. Negli anni seguenti l'incidenza si è notevolmente abbassata in questi paesi, tanto che nel 1997 era attestata intorno al 2%.

## Sintomatologia
Intenso prurito, specie a superfici estensorie di arti superiori e inferiori; associato a rialzo delle transaminasi e a modesto ittero, i sali biliari sierici aumentano di 10-100 volte, il quadro sintomatologico si risolve spontaneamente pochi giorni dopo il parto, ma tende a ripresentarsi in gravidanze successive.
La maggior parte delle donne con questa patologia presente nel terzo trimestre con prurito senza eruzione cutanea. Tipicamente, il prurito è localizzato ai palmi delle mani e piante dei piedi, ma può essere ovunque sul corpo.
I segni distintivi della colestasi gravidica comprendono i seguenti sintomi:
- Più comuni:
  - prurito, in particolare (ma non limitato) ai palmi delle mani e piante dei piedi, senza presenza di eruzione cutanea;
  - prurito che aumenta di sera;
  - prurito che non risponde in modo favorevole alle istamine o ad altri rimedi anti-prurito;
  - spesso, risultati LFT elevati, così come il siero conta acido bile
- Meno comuni:
  - urina più scura;
  - feci chiare;
  - aumento del tempo di coagulazione (dovuto all'eventuale carenza di vitamina K associata)
  - fatica
  - aumento della nausea
  - diminuzione dell'appetito
  - ittero
  - dolore al quadrante superiore destro

È importante notare che non tutte le pazienti affetti da colestasi gravidica presentano tutti i sintomi di cui sopra. Ad esempio, l'ittero si verifica solo in un sottoinsieme relativamente piccolo di casi, e in alcuni casi i risultati anomali di laboratorio sono stati osservati solo 15 settimane o più dopo l'insorgenza dei sintomi.

## Eziologia
Le cause della colestasi intraepatica della gravidanza non sono ancora pienamente comprese. Gli ormoni estrogeni e i fattori genetici sono probabilmente importanti nella patogenesi della malattia. Alcune caratteristiche della malattia suggeriscono un legame con gli ormoni, poiché:
- la ICP si verifica nel terzo trimestre di gravidanza, cioè nel momento in cui i livelli ormonali sono al loro massimo;
- le gravidanze gemellari e triplette, che sono associate a livelli ormonali più elevati, mostrano una maggiore incidenza di ICP;[10]
- la ICP si risolve rapidamente dopo il parto, quando cessa la produzione dell'ormone placentare;
- le pillole di contraccettivo orale di vecchia concezione (con alto dosaggio di estrogeno) potevano riprodurre o innescare una colestasi anche al di fuori della gravidanza.

La colestasi mostra spesso un andamento familiare e suggerisce pertanto la possibile presenza di fattori genetici alla base di questa patologia.

### Estrogeni
Gli estrogeni, e in particolare i glucuronidi come l'estradiolo-D-glucuronide, hanno dimostrato di causare colestasi negli studi sugli animali, riducendo l'assorbimento di acido biliare da parte degli epatociti.

### Progesterone
Il trattamento con progesterone nel terzo trimestre di gravidanza ha dimostrato di essere associato con lo sviluppo di ICP, e i livelli dei metaboliti di progesterone, in particolare progesterone solfatato, sono più elevati nei pazienti con ICP rispetto alle donne non affette, suggerendo che il progesterone ha anche un ruolo nella ICP.

### Fattori genetici
Il raggruppamento dei casi di ICP nelle famiglie, le variazioni geografiche dei tassi di ICP e la loro reiterazione nel 45-70% delle gravidanze successive suggeriscono tutti una componente genetica della malattia. Nel 15% dei casi di ICP sono state riscontrate mutazioni genetiche nella proteina di trasporto epatocellulare ABCB4 (MDR3), che controlla la secrezione della fosfatidilcolina nella bile.
Mutazioni genetiche, che interessano le molecole epatiche di trasporto del sale biliare, sono state trovate anche in pazienti con colestasi intraepatica familiare progressiva (PFIC). È stato riscontrato che le madri di pazienti con PFIC hanno un'incidenza maggiore di ICP, suggerendo che i portatori eterozigoti di queste mutazioni sono anche predisposti a ICP.
Oltre alle alterazioni genetiche delle molecole di trasporto del sale biliare, è stato dimostrato che elevati livelli di glucuronidi di estrogeni inibiscono la pompa di esportazione del sale biliare (BSEP) ABCB11, e alti livelli di progesterone per inibire il vettore fosfolipide ABCB4 (MDR3).
Di conseguenza, entrambe le mutazioni genetiche delle proteine epatocitarie coinvolte nella secrezione della bile insieme all'inibizione di tali proteine da alti livelli di metaboliti ormonali in gravidanza possono avere un ruolo nella patogenesi dell'ICP.

### Fattori ambientali
Alcune caratteristiche dell'ICP suggeriscono che anche fattori ambientali potrebbero avere un ruolo nella malattia:
- È stato segnalato che l'incidenza di ICP è più elevata in inverno che in estate[senza fonte];
- L'incidenza di ICP in Cile è scesa dal 14% delle gravidanze prima del 1975 a meno del 2% nel 1997.[7]
- L'ICP ricorre tra il 45% e il 70% delle gravidanze successive;
- Livelli bassi di selenio nel siero sono stati associati a ICP,[15] anche se il ruolo del selenio nella secrezione biliare non è noto.

## Diagnosi
Per ottenere una diagnosi di ICP esistono due test che misurano la funzionalità epatica (LFT) e la misurazione della concentrazione dei sali biliari sierici. Inoltre, è possibile verificare l'aumento della fosfatasemia alcalina (che però è frequentemente elevata in gravidanza).
Il test di funzionalità epatica (LFT) consiste in un semplice esame del sangue, i cui risultati sono in genere disponibili entro il giorno successivo. L'elevato livello di alanina transaminasi (ALT/GPT), che si aggiunge al prurito di mani e piedi, può essere considerato come potenzialmente diagnostico dell'ICP. Tuttavia, nelle pazienti di ICP il valore delle transaminasi non sempre è elevato: in questo caso si suggerisce di verificare l'evenutale alto livello degli acidi biliari.
L'analisi del sangue sierico dell'acido biliare per ICP consiste in una misurazione quantitativa dei sali biliari. I risultati di questo test spesso richiedono più tempo per essere restituiti, ma il test è più specifico per ICP.

## Diagnosi differenziale
Altri problemi al fegato che si verificano durante la gravidanza devono essere presi in considerazione dal medico curante. Questi includono preeclampsia, la sindrome di HELLP e il fegato grasso acuto della gravidanza. Inoltre, dovrebbero essere prese in considerazione anche altre cause, come i virus dell'epatite, il cancro e alcuni farmaci.
Bisogna pertanto differenziare l'ICP dalle epatiti acute ad andamento colestatico (occorre effettuare a tal proposito markers infettivologici).

## Prognosi
La prognosi materna è buona, si risolve spontaneamente con il parto; la prognosi fetale è gravata da aumentata incidenza di sofferenza fetale durante il travaglio, morte endouterina improvvisa, parto pretermine, verosimilmente dovuto al passaggio nel circolo fetale dei sali biliari. Probabilmente questi interferiscono anche con il meccanismo della contrazione ventricolare, l'aggiunta di sali biliari in colture di miociti mostra contrazioni non sincrone degli stessi.

## Terapia
Al momento non esiste alcuna cura per la ICP e nessuna terapia può garantirne un esito positivo. Tuttavia, gli studi hanno mostrato un risultato fetale e materno leggermente migliore a seguito di somministrazione di acido ursodesossicolico, il cui effetto principale è quello di ridurre il prurito, anche se può avere effetti nella prevenzione della nascita pretermine e l'aumento del peso alla nascita.
mentre le resine leganti i sali biliari a livello enterico (tipo colestiramina) sembrano solo alleviare il prurito, per il quale si possono usare anche gli antistaminici, seppure con scarsi risultati.
Tale terapia può però comportare fenomeni di maleassorbimento specie di vitamine liposolubili nel lungo termine (ulteriori esami ematici potrebbero indicare un problema della funzione di coagulazione), in tal caso è utile la somministrazione di vitamina K per evitare il rischio di emorragia durante il parto.
Associare la terapia medica al riposo riduce significativamente il parto pretermine.
Il parto anticipato fra la 35ª e la 37ª settimana completata di gestazione può essere importante per l'esito fetale, come indicato in un recente studio in cui si è verificato che nei casi gravi di ICP (definito come una concentrazione di acidi biliari superiori a 40 umol/L) il rischio di nati morti era dell'1,5% rispetto allo 0,5% delle gravidanze non complicate. Questo rischio è ulteriormente aumentato se gli acidi biliari raddoppiano.

## Rischi in caso di non trattamento
In caso di mancato trattamento, non ci sono complicazioni importanti per la madre, in quanto sia i sintomi che gli esami di laboratorio tornano alla normalità subito dopo il parto. Le principali conseguenze includono:
- prurito, che può diventare intenso e debilitante;
- travaglio prematuro;
- coagulazione derivata, che richiede vitamina K.

Sempre in assenza di terapia, il tasso di mortalità del feto può essere compreso tra l'11% e il 20%, anche se le cause di questo aumento della mortalità non sono completamente chiarite. Le conseguenze fetali includono:
- sofferenza fetale;
- ingestione di meconio;
- sindrome da aspirazione di meconio;
- morte endouterina fetale.

In caso di patologia non trattata, la data del parto è raccomandata nella 38ª settimana, quando la maturità polmonare è stata stabilita.